# Gord Lane
Gordon Thomas Lawrence "Gord" Lane, född 31 mars 1953, är en kanadensisk före detta ishockeytränare och professionell ishockeyback. Han tillbringade tio säsonger i den nordamerikanska ishockeyligan National Hockey League (NHL), där han spelade för Washington Capitals och New York Islanders. Han producerade 113 poäng (19 mål och 94 assists) samt drog på sig 1 228 utvisningsminuter på 539 grundspelsmatcher. Lane spelade också för Hershey Bears och Springfield Indians i American Hockey League (AHL); Fort Wayne Komets och Dayton Gems i International Hockey League (IHL) samt Brandon Wheat Kings och New Westminster Bruins i Western Canada Hockey League (WCHL).
Han draftades av Pittsburgh Penguins i nionde rundan i 1973 års amatördraft som 134:e spelare totalt.
Lane var en av kärnmedlemmarna i New York Islanders dynastilag, som vann fyra raka Stanley Cup-titlar för säsongerna 1979–1980, 1980–1981, 1981–1982 och 1982–1983.
För säsongen 1985–1986 var han tränare för hans gamla juniorlag Brandon Wheat Kings och säsongen därpå var han spelande assisterande tränare för Springfield Indians. Efterföljande säsong blev han registrerad som spelande tränare för Indians men spelade dock inget utan han var på bänken hela säsongen. Mellan 1990 och 1993 återvände han till New York Islanders och var där talangscout. Han avlade en examen i arkitektur vid Montgomery College. Lane har även startat upp företag, dels med att hjälpa NHL-spelare som pensionerat sig och vill arbeta inom näringslivet och dels inom byggindustrin/fastighetsbranschen i Maryland i USA. 

## Statistik
| Källa:      | Källa:                 | Källa:      |             | Grundserie  | Grundserie  | Grundserie  | Grundserie  | Grundserie  |             | Slutspel    | Slutspel    | Slutspel    | Slutspel    | Slutspel    |
| Säsong      | Lag                    | Liga        | Matcher     | Mål         | Assist      | Poäng       | Utv         | Matcher     | Mål         | Assist      | Poäng       | Utv         |             |             |
| ----------- | ---------------------- | ----------- | ----------- | ----------- | ----------- | ----------- | ----------- | ----------- | ----------- | ----------- | ----------- | ----------- | ----------- | ----------- |
| 1970–1971   | Brandon Wheat Kings    | WCHL        | 20          | 0           | 4           | 4           | 53          | —           | —           | —           | —           | —           |             |             |
| 1971–1972   | Brandon Wheat Kings    | WCHL        | 63          | 7           | 16          | 23          | 106         | 11          | 1           | 2           | 3           | 19          |             |             |
| 1972–1973   | New Westminster Bruins | WCHL        | 36          | 2           | 13          | 15          | 115         | 5           | 0           | 0           | 0           | 29          |             |             |
| 1973–1974   | Fort Wayne Komets      | IHL         | 67          | 1           | 14          | 15          | 214         | 4           | 0           | 1           | 1           | 27          |             |             |
| 1974–1975   | Dayton Gems            | IHL         | 50          | 6           | 10          | 16          | 225         | 14          | 1           | 3           | 4           | 31          |             |             |
| 1975–1976   | Washington Capitals    | NHL         | 3           | 1           | 0           | 1           | 12          | —           | —           | —           | —           | —           |             |             |
|             | Hampton Gulls          | SHL         | 12          | 1           | 7           | 8           | 58          | —           | —           | —           | —           | —           |             |             |
|             | Dayton Gems            | IHL         | 55          | 12          | 22          | 34          | 227         | 15          | 0           | 11          | 11          | 85          |             |             |
| 1976–1977   | Washington Capitals    | NHL         | 80          | 2           | 15          | 17          | 207         | —           | —           | —           | —           | —           |             |             |
| 1977–1978   | Washington Capitals    | NHL         | 69          | 2           | 9           | 11          | 195         | —           | —           | —           | —           | —           |             |             |
|             | Hershey Bears          | AHL         | 4           | 0           | 1           | 1           | 8           | —           | —           | —           | —           | —           |             |             |
| 1978–1979   | Washington Capitals    | NHL         | 64          | 3           | 15          | 18          | 147         | —           | —           | —           | —           | —           |             |             |
|             | Hershey Bears          | AHL         | 5           | 0           | 1           | 1           | 48          | —           | —           | —           | —           | —           |             |             |
| 1979–1980   | Washington Capitals    | NHL         | 19          | 2           | 4           | 6           | 53          | —           | —           | —           | —           | —           |             |             |
|             | New York Islanders     | NHL         | 55          | 2           | 14          | 16          | 152         | 21          | 1           | 3           | 4           | 85          |             |             |
| 1980–1981   | New York Islanders     | NHL         | 60          | 3           | 9           | 12          | 124         | 12          | 1           | 5           | 6           | 32          |             |             |
| 1981–1982   | New York Islanders     | NHL         | 51          | 0           | 13          | 13          | 98          | 19          | 0           | 4           | 4           | 61          |             |             |
| 1982–1983   | New York Islanders     | NHL         | 44          | 3           | 4           | 7           | 87          | 18          | 1           | 2           | 3           | 32          |             |             |
| 1983–1984   | New York Islanders     | NHL         | 37          | 0           | 3           | 3           | 70          | 4           | 0           | 0           | 0           | 2           |             |             |
| 1984–1985   | New York Islanders     | NHL         | 57          | 1           | 8           | 9           | 83          | 1           | 0           | 0           | 0           | 2           |             |             |
| 1985–1986   | Spelade ej.            | Spelade ej. | Spelade ej. | Spelade ej. | Spelade ej. | Spelade ej. | Spelade ej. | Spelade ej. | Spelade ej. | Spelade ej. | Spelade ej. | Spelade ej. | Spelade ej. | Spelade ej. |
| 1986–1987   | Springfield Indians    | AHL         | 62          | 2           | 6           | 8           | 117         | —           | —           | —           | —           | —           |             |             |
| NHL totalt  | NHL totalt             | NHL totalt  | 539         | 19          | 94          | 113         | 1228        | 75          | 3           | 14          | 17          | 214         |             |             |
| AHL totalt  | AHL totalt             | AHL totalt  | 71          | 2           | 8           | 10          | 173         | —           | —           | —           | —           | —           |             |             |
| IHL totalt  | IHL totalt             | IHL totalt  | 172         | 19          | 46          | 65          | 666         | 33          | 1           | 15          | 16          | 143         |             |             |
| WCHL totalt | WCHL totalt            | WCHL totalt | 119         | 9           | 33          | 42          | 274         | 16          | 1           | 2           | 3           | 48          |             |             |